# Czoło (Pogórze Karkonoskie)
Czoło (niem. Stirnberg, 874 m n.p.m.) – szczyt w Karkonoszach, w obrębie Pogórza Karkonoskiego.
Leży w grzbiecie odchodzącym na północny wschód od Czarnej Góry, z którą łączy je Przełęcz pod Czołem.
Zbudowany z granitu karkonoskiego. Na szczycie i zboczach liczne skałki.